# Troncones, Veracruz
Troncones är en ort i Mexiko.   Den ligger i kommunen Misantla och delstaten Veracruz, i den sydöstra delen av landet, 240 km öster om huvudstaden Mexico City. Troncones ligger 18 meter över havet och antalet invånare är 372.
Terrängen runt Troncones är platt åt nordväst, men åt sydost är den kuperad. Runt Troncones är det ganska tätbefolkat, med 144 invånare per kvadratkilometer. Närmaste större samhälle är Martínez de la Torre, 16,9 km väster om Troncones. Omgivningarna runt Troncones är en mosaik av jordbruksmark och naturlig växtlighet.